# 이츠하크 라빈
이츠하크 라빈(히브리어: יִצְחָק רַבִּין, 영어: Yitzhak Rabin, 히브리어 발음: [jitsˈχak ʁaˈbin] ( 듣기), 1922년 3월 1일~1995년 11월 4일)은 이스라엘의 군인, 정치가이다. 2차례 총리(1974년~1977년, 1992년~1995년)를 지냈다.
1941년에 유대인 방위 특공대인 팔마흐에 입대하였다. 팔마흐에 입대한 라빈은 시리아와 레바논에서 비시 프랑스에 맞서 싸웠으며 1947년 팔마흐의 부사령관이 되었다. 이스라엘 독립전쟁 당시에 정전협정 대표 가운데 한 사람으로 참석하여 이스라엘의 독립에 기여했다. 1964년부터 1967년까지 이스라엘 육군을 지휘하여 적의 항공기를 파괴하자는 작전으로 6일 전쟁의 승리를 이루어 가자 지구의 아랍인 거주 지역들과 요르단강 서안 지구를 점령하였다.
이스라엘 육군 중장 예편 이후 라빈은 1968년부터 1973년까지 주미 이스라엘 대사를 지내고, 귀국 후 노동당의 당원이었던 라빈은 크네세트(이스라엘 국회)에 선출되었다.
1974년에 골다 메이어 총리가 사임하자 그 뒤를 이어 이스라엘 본토 태생으로는 최초로 총리가 되었으며, 노동당의 당수를 지내기도 하였다. 시나이반도의 이스라엘군 철수를 지지했고 이집트의 대통령 안와르 사다트와 협정을 맺었다. 이 협약의 대가로 이스라엘은 시나이반도에서 철수하고 그 대신 이집트는 수에즈 운하의 이스라엘 상품 통과를 허용했다. 1977년에 여러 문제로 총리직을 사임하고 시몬 페레스에게 넘겨주었다(페레스는 권한 대행을 맡다가 총선에서 리쿠드의 메나헴 베긴에게 패하였다).
1984년부터 1990년까지 국방부 장관을 지내다가 1992년 2월에 다시 노동당의 당수가 되어 6월 23일 총선에서 승리해 다시 총리로 취임했다. 1993년 라빈 정부와 팔레스타인 해방 기구는 가자 지구와 요단강 서안 지역을 위한 자치적 정부 계획의 시작과 그 지역들로부터 이스라엘이 물러남을 포함한 동의서를 서명하여 양국은 또한 자신들의 분쟁들을 풀리는 데 노력하는 데 동의하기도 하였다.
오슬로 협정을 맺어 중동의 평화를 이룬 공으로 1994년 10월 팔레스타인 해방 기구 의장 야세르 아라파트와 외무장관 시몬 페레스와 함께 노벨 평화상을 수상했다.
같은 해, 라빈 총리와 요르단의 후세인 1세 국왕 사이의 회담이 1948년 이래 양국 사이에 간헐적으로 존재했던 전쟁을 마무리하는 평화 협정으로 이끌었다.
1995년 11월 4일 텔아비브에서 열린 중동 평화회담 지지집회 연설 후 차에 타려던 중 유대인 극우파 청년 이갈 아미르의 총을 맞고 암살되었다.

## 어린 시절, 교육과 결혼 생활
현재 이스라엘 본토에 속하는 당시 영국령 팔레스타인의 예루살렘에서 태어났다.
그의 부모는 네헤미아 루비초브와 로사 코헨 루비초브이다. 1886년 우크라이나에서 태어난 그의 부친은 미국을 거쳐 이스라엘로 이민을 왔다. 그의 모친은 1890년 백러시아 (현재 벨라루스)에서 태어나 제3의 이스라엘 이주 개척자들의 일부로서 1919년 팔레스타인에 도착하였다. 모친이 주체 유대인 방어 기구 하가나의 첫 회원들 중의 하나였던 동안 부친은 제1차 세계 대전이 일어난 동안 유대인 군단에서 의용병으로 복무하였다. 둘은 1921년에 결혼하였다.
라빈의 가족은 잠시 하이파에 살다가, 그러고나서 이츠하크가 자라오고 1925년 그의 여동생 라켈이 태어난 텔아비브에 살았다.
라빈 가족의 집은 공공적 서비스로 위임을 양성하였다. 그의 부모는 둘다 자신들의 인생의 대부분을 위하여 지원적 활동가들이었다. 이츠하크가 어린이었을 때 부친이 사망하였어도 모친은 마파이에서 하나가 방어 기구에 남아있었으며 텔아비브 도시 자치 회의의 의원이었다. 그녀는 이츠하크가 15세때 사망하였다.
일반 노동 동맹 - 히스타드루트에 의하여 1924년 노동자의 자식들을 위한 텔아비브의 학교가 설립되었다. 그 목적은 도시의 젊은이들에 국가를 사랑하는 것을 주입시키고, 그리고 실습적으로 국가를 경영할 수 있던 국민들의 세대를 올리는 것이었다. 특별한 초점은 학생들에게 책임, 분배와 단결을 예우하는 것을 가르치는 데 이루어졌다. 그들은 또한 학생들이 자신들의 인생을 통하여 지닐 사회 활동의 의식을 길들이는 데 추구하였다. 이츠하크 라빈은 8년 동안 이 학교에서 수학하였고, 후에 자신이 학교를 자신의 2번째 집으로 숙고하였다고 썼다. 그는 전형적 교실의 한도의 범위를 넘어서 교습의 스타일의 특별한 감사를 표현하였다.
그것에 이어 라빈은 키부츠 기바트 하실로샤의 중등 지박 학교에서 2년을 보냈다. 그는 그러고나서 타보르산 북부의 밑쪽에 있는 카도리에 농업 학교에 입학하여 우수성과 1940년에 졸업하였다. 라빈의 동료 카도리에 동문의 다수는 결국적으로 이스라엘 방위군에서 사령관과 1948년 설립된 새로운 이스라엘 국가의 지도자들이 되었다.
그해 이스라엘 독립 전쟁의 도중에 라빈은 레아 슐로스베르크에게 결혼하였다. 레아 여사는 1928년 후에 러시아의 일부가 된 당시 독일의 쾨니히스베르크에서 태어났다. 그녀의 가족은 아돌프 히틀러의 권룍으로 오르는 이후 즉시 이스라엘로 이민을 왔다.
라빈 부부는 2명의 자식 - 달리아와 유발을 두었다. 달리아 라빈-펠로소프는 크네세트에서 지낸 변호사였고, 자신의 부친의 암살에 이어 평화 기구를 창립한 유발은 현재 미국에서 이스라엘의 상사를 대표하고 있다.
레아 여사는 라빈의 육군과 정치적 경력들을 통하여 자신의 남편의 충실한 성원자였다. 그의 암살에 이어 그녀는 평화를 위한 빛을 차지하여 그의 유산의 맹렬한 주창자가 되었다.

## 팔마흐

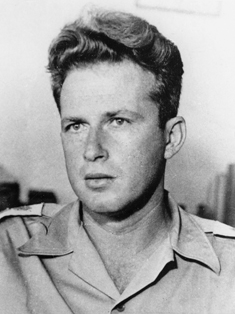
1948년 팔마흐 하렐 준장 사령관 시절의 라빈

1947년 11월 29일 유엔 총회는 국제적 통치 아래에 온 베들레헴을 포함한 대예루살렘 지역과 함께 유대인과 아랍인의 국가들로 팔레스타인의 영토를 분리하는 데 계획된 팔레스타인 분할 계획을 이행하는 데 동의하였다.
유대인과 그 단체들의 대다수는 특히 초기 유대인 국가의 사실상 대표 단체로서 기능을 가진 유대인 기관에서 제안을 받아들였다. 메나헴 베긴의 츠바이 레우미와 영국에 대항하여 싸워온 레히 같은 극단적 국수주의 유대인 단체들은 거절하였다. 베긴인 아랍인들이 작은 국가를 공격할 것 때문에 분할은 평화를 가져오지 않을 것이라고 경고하였다. 이날로 봐서 이스라엘의 역사책들은 이스라엘의 독립을 이룬 가장 중요한 날짜로서 11월 29일을 언급하지만 많은이들은 유대인의 국가를 위하여 영토적 지속의 부족을 비판하였다.
팔레스타인의 내부와 외부 둘다의 아랍인의 지도력은 계획을 반대하여 그것이 당시 67%가 비유대인(1,237,000명)이고, 33%가 유대인(608,000명)이던 팔레스타인에서 국민들의 다수의 권리들을 위반하였다고 주장하였다. 아랍 지도자들은 또한 아랍인의 다수가 소수로서 유대인 국가에서 함정에 빠질 것이라고 주장하였다. 모든 주요 아랍의 지도자는 팔레스타인에서 독립 국가로 유대인들의 권리에 원칙에서 반대하여 아랍 연맹의 정책들에 영향을 미쳤다.
이 반대의 결과로서 이전 국가의 유대인 공동체 이슈브가 유대인 국가의 설립을 훼방놓는 시도에서 반대 의견의 아랍인들에 의하여 공격을 받았다. 정착지들과 촌들이 공격을 당하였다.
유대인의 방어군들은 부족하게 무장되고 질이 안좋게 장비되었다. 그럼에 불구하고 하나가의 영구적으로 동원된 무장 팔마치는 자신들이 최선을 다하면서 저항하였다. 1948년 5월 14일 텔아비브에서 다비드 벤구리온은 이스라엘 국가의 독립을 선언하였다. 이어진 날에 둘러싸인 아랍 국가들의 정규군들이 새롭게 태어난 국가를 침입하여 만발한 독립 전쟁이 시작되었다. 전체 이슈브의 1%, 즉 6,000명의 유대인들은 독립을 위하여 싸우는 동안 함락되었다.
전쟁의 시작에 예루살렘은 적의 처지들에 의하여 국가의 중앙으로부터 삭제되었다. 팔마흐의 일원으로서 라빈의 첫 임무는 포위된 도시로 식량, 탄약과 의료 공급물들의 보호 호송이었다. 그해 4월 팔마흐 하렐 준장은 라빈이 준장 사령관으로서 설립되었다. 라빈은 중앙 최전선, 예루살렘으로 회랑 지대와 도시 안에서 가장 맹렬한 전투들에 주요 역할을 맡았다.

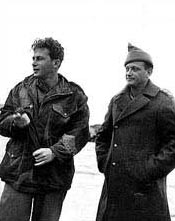
라빈과 이갈 알론 (1949년)

6월 첫 휴전이 선언되었다. 이제 중앙 최전선에 최고 작전 사관인 라빈은 또한 최전선의 주요 사령관 이갈 알론에 부사령관이었다. 알론과 라빈은 텔아바브 도시의 남동부의 더많은 영토와 로드 공항의 정복이었던 "대니 작전"에 성공하였다. 그러고나서 그들은 남부 최전선으로 옮겼다.
이것에 이어 1948년 몇달 동안 라빈은 최고 작전 사관으로 지내 요압, 롯, 아사프, 호렙과 우브다의 작전들에서 네게브 사막으로부터 이집트인과 요르단인을 몰아낸 성공적인 캠페인을 창조하였다.
1949년 독립 전쟁은 휴전 협정들의 서명과 함께 끝났다. 라빈은 자신의 첫 외교인 로도스섬에서 이스라엘-이집트 휴전 회담들에서 일부를 차지하였다.

## 이스라엘 방위군 사령관
이스라엘 방위군들은 이스라엘 국가의 존재, 영토 보존과 주권을 방어하고, 이스라엘의 주민들을 보호하고, 일상의 생활에 위협을 준 테러리즘의 형성들 전부를 싸우는 데 목적과 함께 이스라엘 국가의 설립의 선언에 이어 형성되었다. 이스라엘 방위군에 전임자들은 하가나와 제2차 세계 대전 동안 영국 육군의 일부로서 싸운 유대인 여단에 영국 군대들이다. 이스라엘 국가의 선언에 이어 벤구리온의 첫 명령은 이스라엘 방위군의 형성이었다.
라빈은 대부대의 사령관들을 위한 이스라엘 방위군의 첫 과정의 사령관으로 임명되었다. 그는 자신의 손아래의 사관들의 보조와 함께 이스라엘 방위군의 전투 교리를 공식화하였다. 완료된 교리는 지시에 특별한 중요성을 보유하여 개인적 수준에서 사단의 수준으로 다양한 육군 부대들의 표준과 원리들을 훈련시켰다.
후에 라빈은 일시 체류용 수용소들의 행정의 기념적 직무를 가진 참모부의 작전 사단들의 우두머리로 지냈다. 이 수용소들은 독립 이후 유대인의 이스라엘 이주의 방향들에 이스라엘에 도착한 100,00명의 새로운 이민들을 숙박시켰으며, 많은이들은 이슬람교 국가들에서 왔다. 1951년과 1952년 양년에 엄한 홍수가 수용소들에 타격을 주어 이 당시 이스라엘 방위군의 보조는 치명적이었다.
1959년 5월 라빈은 육군 참모 총장 차임 라스코브 아래 이스라엘 방위군에서 2번째로 최고의 지위 작전 지부의 상관이 되었다. 이 직위에서 그는 전략적 지위로부터 방위군들의 전부 면들의 모든 문제들로 해결들을 찾으면서 직무에 놓였다. 이 활동 무대에서 그의 우선권들은 상급의 육군을 세우고, 유동의 안정을 지키고, 세계 주위에 군대들과 함께 인연을 촉진하는 것과 군사적 임무의 정치적 관점을 포함한다. 그는 또한 1950년대와 1960년대 동안 국가의 주요 무기 공급자로 지낸 프랑스에 이스라엘의 독립을 줄이는 시도를 하였으며, 대신 미국으로 눈을 돌렸다.
1961년 라빈의 이스라엘 방위군의 부참모 총장이 되었고, 1964년부터 1968년까지 참조 총장을 지냈다. 그는 이 지위에서 자신의 첫 3년을 바쳐 전부의 가능한 임시 비용들을 위하여 이스라엘 방위군을 준비하였다. 이 지위에서 그는 조직을 강화하는 데 추구하여 그 조직을 바꾸었다. 그는 새로운 훈련과 전투 방법들과 함께 갈라진 군사적 교리를 개발하였다. 정상의 우선이 이스라엘 공군과 기갑부대에게 주어진 동안 새로운 무기들이 취득되었다.
아랍 국가들은 국가의 북부에 있는 갈릴리 호에서 도시의 중심지와 건조한 땅으로 물을 이송하고, 국가에서 물의 사용과 물의 공급의 규절을 유능하게 부여하는 데 창조된 파이프라인 시스템 국립 수자원 수송 계획에 강하게 반대하였다. 시리아는 갈릴리 호로 흘러 들어가는 물을 막으려고 한 요르단강 지류들을 전환을 시도하여 날카롭게 수송의 수용량을 줄였으나 라빈의 명령 아래 이스라엘 방위군의 반대 작전들 때문에 실패하였다.
그의 명령 아래 이스라엘 방위군은 1967년 이집트, 시리아와 요르단에 압도적인 승리를 거두었다. 전쟁에 증강이 있는 동안 라빈은 전쟁을 방지하는 데 자신의 무능에 오른 압력에 의하여 일으켜진 신경쇠약을 겪었고, 48 시간 동안 무능력하게 되었다. 그의 무능력은 대중에게 발표되지 않았고, 그는 이스라엘 방위군에 전임적으로 명령을 다시 차지하였다.

## 제2차 중동 전쟁
1960년대 초반은 시리아와 이스라엘의 북부 경계에 일어난 다수의 사건들과 함께 중동에서 올라가는 긴장을 보았다. 이 충돌들은 1967년의 시작에 증가하여 이스라엘 공군이 그 공중에 침입한 6명의 시리아 전투기 투사들을 쏘아 죽인 것에 연루된 것을 포함하였다. 북부 경계를 따라 이스라엘군의 형성들에 관하여 곧 소련이 아랍인들에게 그릇된 정보를 주어 이스라엘이 시리아에 총력을 다한 공격을 발포할 작정이었다는 것을 내포하였다. 다마스커스는 이집트의 가말 압델 나세르 대통령의 보조를 추구하여 이스라엘에 대항하는 전쟁을 발포하는 데 그를 몰아냈다.
나세르 대통령은 1957년 동의서를 위반한 시나이반도에 군대들을 집결시키면서 응답하였다. 그는 이집트와 이스라엘 육군들 사이에 완화러서 1957년 이래 시나이반도에 기초를 두어온 유엔군들을 쫓아내고 텔아비브를 정복하는 연설을 하였다. 이집트, 시리아, 요르단과 이라크는 공동의 방어 조약들을 맺어 이스라엘을 철저한 공격을 위하여 오른 위험으로서 홀로 서있게 놔두었다.
라빈은 선매 파업이 명령을 받을 것을 추천하였다. 하지만 정부는 특히 티란 해협에 항해의 자유를 보증하는 데 미국의 약속의 밝힘에 강요하는 데 의지하기 전에 국제적 성원을 얻는 데 시도하고 있었다.
그 일은 레비 에슈콜 총리가 국가적 긴급의 이 시간 동안 국가를 이끄는 데 어울리지 않았다고 결정되었다. 공공적 압력 아래 국가의 단일 정부는 국방부 장관으로서 모셰 다얀과 함께 형성되었다. 이 정부는 공격에 라빈의 충고를 받아들였다.
1967년 6월 5일 사실상 전부의 공군 전투기들은 아랍 공군들에 대규모의 급습으로 데려가졌다. 놀라움에 의하여 가져가진 아직 지상에 있는 동안 아랍 전투기들의 대부분이 파괴되었다. 공중의 우월성에 결과를 가져오면서 이스라엘의 기갑 부대와 보병 연대들은 시나이반도 침입에 적은 저항을 가졌다. 이집트 육군은 며칠 안에 꺾이고, 수에즈 운하로 후퇴하였다.
이스라엘이 연루되지 않은 것으로부터 요청들에 불구하고, 요르단 육군은 예루살렘의 내부와 주위에 발사하였다. 이틀 안에 이스라엘 방위군의 낙하산병들은 동예루살렘을 습격하고 정복하여 낡은 도시에 있는 서부방벽에 도달하였다. 라빈은 정복된 도시를 방문하는 데 첫 사람들 중에 있으면서 히브리 대학교에서 스코푸스산의 정상에 유명한 연설을 하였다.
곧 요르단강 서안 지구의 대부분은 침입되어 영유되었다. 이집트와 요르단이 외딴 곳에 있으면서 이스라엘 방위군은 골란고원에 시리아군을 공격하여 북부 요르단강 계곡으로 그들의 위협을 몰아냈다.
6일 안에 이스라엘은 3개의 다른 전선에 싸우는 데 강요되어 왔으며, 이집트, 시리아와 요르단의 3개의 다른 육군들을 물리쳤다. 이 승리는 세계 군사 역사상 거대한 승리들 중의 하나로 숙고되고, 이스라일 방위군의 참모 총장으로서 라빈의 명령 아래 도달되었다. 라빈은 국민적 영웅이 되었고, 예루살렘 히브리 대학교는 후에 그에게 명예 박사 학위를 수여하였다.
제2차 중동 전쟁은 이스라엘의 국가를 변형시켰다. 아랍 국가들에 논증된 이길 수 없는 군사적 지배권에 추가로 그 영토는 크기에서 3배로 늘어났다. 재결합한 예루살렘을 포함한 이스라엘의 대지의 대부분은 이제 이스라엘의 통치 아래에 왔다. 전쟁의 말기에 이스라엘은 요르단강 서안 지구, 가자 지구, 시나이반도와 골란고원을 통치하였다. 독립 전쟁과 함께 진정시킨 것으로 숙고된 국가의 경계선들에 논쟁은 다시 일으켜졌다. 군사의 승리는 이스라엘의 정치적과 외교적 생활에서 새로운 무대를 시작하였고, 지방의 지정학들은 이 날에 영향을 미쳤다.

## 주미 대사와 크네세트 선출
이스라엘 방위군에서 27년간 복무 후에 라빈은 1968년 군에서 퇴역하였다. 그는 미국 주재 이스라엘 대사로 임명되어 1973년까지 지냈다.
라빈은 이스라엘의 미국과의 관계는 최대한의 중요성으로 숙고하였다. 냉전의 경쟁은 그 극치에 있었고, 미국과 강한 관계는 아랍 국가들을 위하여 소련의 성원에 균형을 이루려고 하였다. 그는 워싱턴 D. C.가 무기와 군사 장비의 주요 공급자가 되었다. 외교적 관점으로부터 워싱턴 D. C.는 중동에서 그 가장 중요하고 믿을 수 있는 동맹국으로서 이스라엘의 그 지각 대상에 의지하였다. 주미 대사로서 라빈의 재직 기간 동안 그는 또한 아랍의 국가들과 함께 평화적 속행을 여는 데 다양한 시도들을 만들기도 하였다.
1973년 귀국 후, 라빈은 이스라엘 노동당에 입당하였다. 선거에서 그는 제8회 크네세트를 위하여 노동당의 명단에 20위로서 놓였다.
1973년 아랍 - 이스라엘 전쟁 혹은 제4차 중동 전쟁으로 알려진 욤키푸르 전쟁이 그해 10월 6일부터 26일까지 싸워졌다. 전쟁은 1967년 6일 전쟁 동안 이스라엘에 의하여 포획되어온 시나이반도와 골란고원에서 휴전선을 건넌 이집트와 시리아에 의하여 합동 공격과 함께 욤키푸르의 유대인 공휴일에 시작되었다. 이스라엘 공군은 이집트와 시리아 양국 육군들에 의하여 소유된 소련의 SAM 미사일들에 의하여 무효가 되었다. 맹렬한 탱크 전투들이 시나이반도와 골란고원 둘다의 장소에서 싸워졌다. 3주 후에 이스라엘이 승리를 나타냈어도 전쟁은 그 사회의 안에서 막대한 파열을 일으켜 갑자기 이스라엘 방위군에서 국가의 확고한 믿음은 손상되었다. 이 일은 이스라엘 - 아랍 충돌이 군사계에서 아닌외교계에서 찾아지는 것이었다.
전쟁이 일어나는 동안 아무 공식적 자격에 복무하지 않은 라빈은 골다 메이어 총리의 정부에서 노동부 장관으로 임명되었다. 메이어는 군사적 대비의 이스라엘의 부족에 국가를 거쳐 퍼진 시민의 항의들로는 물론, 아그라나트 커미션의 보고로 인하여 사임하는 데 강요되었다. 라빈은 노동당의 당수로 선출되었고, 총리가 되는 데 나갔다.

## 총리 재임 1기 (1974년~77년)

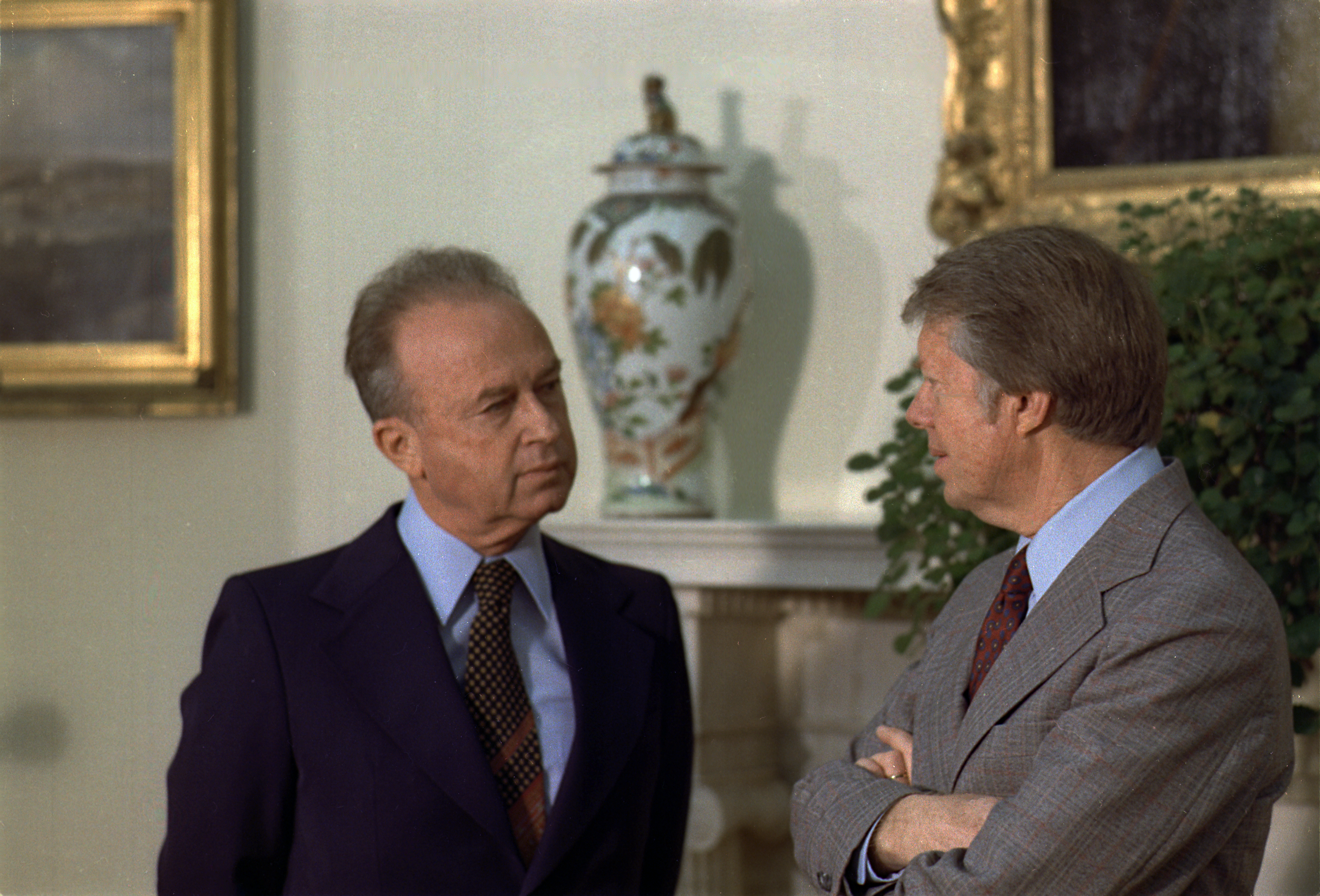
1977년 3월 7일 백악관에서 지미 카터 대통령과 함께

1974년 6월 2일 라빈은 당수로 선출되어 이스라엘의 총리로서 골다 메이어의 뒤를 이었다. 이 첫 재임 동안 그는 자신의 잘 알려진 왕복 외교에서 미국의 국무장관 헨리 키신저에 의하여 중재된 이집트와 시리아와 함께 전쟁 이후의 잠정 협정들에 지친 협상들을 지휘하였다.
이집트와 잠정 협정은 결국적으로 캠프데이비드 협정으로 이끌려고 한 중동의 평화 진행의 전조였다. 아랍 국가들과 평화를 추구하는 동안 민간인들을 공격하는 데 망설이지 않은 국제 테러리스트 기구로서 운영된 그 세월에 라빈은 그럼에 불구하고 팔레스타인 해방 기구에 대항하는 완고한 정책을 고용하였다.
라빈이 테러리스트들과 협상하는 데 거부한 동안 그는 요르단의 후세인 1세 국왕 같은 공식적으로 인정된 아랍 지도자들과 거래하는 데 망설이지 않았다. 라빈과 후세인은 결국적으로 깊은 우정을 모조하였다. 라빈은 평화를 위한 교환에서 요르단강 서안 지구에 영토적 타협을 받아들였다.
테러리즘에 굴복하는 데 이스라엘의 거부는 1976년 7월 엔테베 작전이 있는 동안 극적으로 논증되었다. 그의 명령들에 이스라엘 방위군은 팔레스타인의 해방과 독일의 혁명 공동을 위한 인민 전선에 속한 테러리스트들에 의하여 우간다로 공중 납치된 항공기의 승객들을 구출하였다. 그는 테러리즘으로 항복하는 데 자신의 국가의 거부로 많은이들에 의하여 칭송을 받았다.
2개의 위기들은 1977년 라빈을 총리직으로부터 사임하는 데 강요하였다. 첫째로 유대인의 안식일에 4대의 미국 F-15 전투기들의 도착이 그의 연정의 해산으로 이끌었다. 두번째 상황은 이스라엘의 통화 규정자들에 의하여 금지된 행위인 라빈의 부인에 의하여 보유된 미국 달러 은행 통장의 발견이었다. 라빈은 책임을 지고 총리직에서 사임하였다. 그는 자신의 사임으로 후에 자신의 성실과 책임의 반영으로서 그의 응답을 표현한 많은이들에 의하여 환호를 받았다.
다음 7년 동안 라빈은 크네세트의 정규 의원으로 지냈다. 그는 배경에서 조용하게 남아있으며 자신의 가족에 시간의 거대한 거래를 바쳤다. 그는 또한 현재의 정세, 정치와 전략에 평론을 쓰기도 하였다.

## 국방부 장관
1984년 국내 단일 정부가 형성되어 1990년까지 오래갔다. 라빈이 국방부 장관으로 임명되면서 이츠하크 샤미르와 시몬 페레스가 이 정부들을 지도하였다.
그의 주요 부담들 중의 하나는 1982년 아부 니달 기구에 의하여 영국 주재 이스라엘 대사 실로모 아르고브의 암살 시도에 이어 침입된 레바논에서 소모전으로부터 이스라엘 방위군의 해방이었다. 샬롬 하갈릴 작전 혹은 갈릴리 호를 위한 평화 작전으로 알려진 전쟁은 1983년 5월 시초의 비성공적 철수 시도와 함께 이스라엘에 부담이 되었다. 라빈과 페레스는 결국 1985년 1월 이스라엘군의 대부분을 철수시키기 시작하였다. 그해 6월 이스라엘이 북부 영토에 공격들에 대항하여 필요한 완충물로 숙고한 좁은 안전 지대의 제외와 함께 전부의 군인들이 레바논을 떠났다.
1987년의 말부터 1991년까지 영유된 영토들에서 오래간 제1차 인티파다는 심상치 않은 거대함으로 놀라움에 의하여 이스라엘을 잡아 재빠르게 단계적으로 확대되었다. 이스라엘의 군사와 정치적 지도자 자신들이 그 거대함과 중요성으로 이해하는 데 느린 동안 이 팔레스타인의 인기있는 반란은 큰 국제적 주의를 얻었다.
이스라엘과 팔레스타인 해방 기구 양국이 시초적으로 짧게 가는 데 기대된 반란은 곧 그 대결하였다. 라빈은 냉혹한 정책이 반란을 억제하는 데 필요하던 자세를 취하여 결심과 함께 팔레스타인의 폭력들에 응답하는 데 이스라엘 방위군에 명령을 내렸다.
요르단의 후세인 1세 국왕은 제2차 중동 전쟁 이래 이스라엘이 영유해 온 요르단강 서안 지구에 자신의 국가가 그 주권을 영도하고 있었다는 놀라운 공고를 하였다. 이 일은 폭력으로 응답이 협상 탁자 주위에 찾아지는 라빈의 생각에 변화를 자극하였다. 1994년 그와 후세인 1세는 두나라 사이에 적대 행위를 끝내는 협정에 조인하였다.
제2차 국내 단일 정부는 1988년 선거에 이어 형성되었다. 라빈은 지속적으로 국방부 장관을 지냈다. 이어진 해에 그는 팔레스타인인들과 협상들을 위하여 계획을 제출하였다. 이 계획은 평화 진행의 시작이었고, 마드리드 국제 평화 회담을 위한 재단을 놓았다. 계획의 핵심은 팔레스타인 해방 기구로부터 갈라져 영토들에서 선거들을 요구한 육성의 확실한 지방 팔레스타인의 지도력에 중심을 두었다.
1990년 노동당은 정부를 무너뜨리는 시도를 이루어 그 붕괴를 일으켰다. 라빈을 포함한 노동당은 야당의 벤치들로 돌아왔다. 1990년부터 1992년까지 라빈은 크네세트의 의원이자 외무부와 국방 위원회의 일원이었다. 이때 그는 야당의 세월들을 1977년 이래 시몬 페레스가 보유한 자신의 당의 지도력을 위하여 싸우는 데 이용하였다.

## 총리 재임 2기 (1992년~95년)

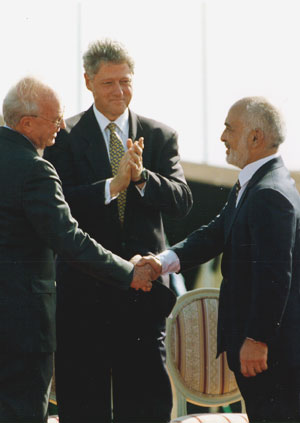
빌 클린턴 미국 대통령의 중재로 이스라엘-요르단 평화 조약에 조인 후에 후세인 1세와 악수하는 라빈 총리 (1994년)

1992년 7월 13일 70세의 나이로 라빈은 2번째로 이스라엘의 총리로 선출되었다. 그는 좌경의 사회민주당인 메레츠와 초정교적 스파라드·미즈라흐 유대인으로 구성된 사회적으로 보수적이면서 약간 온건 평화파의 정당 샤스와 연정을 설립하였다.
총리직에서 그의 첫 활동은 우선권의 재결성이었다. 팔레스타인과 평화는 리스트의 최고였다. 사회경제적 우선권의 재편성은 또한 협의 사항에 높았다. 라빈은 국가의 경제적 미래가 전쟁의 국가의 종말을 요구하였다고 믿었다. 이 당시 이스라엘은 전 소련에서 온 이민자들의 큰 유입을 받았다. 정착지들로 쏟아져 온 자원들은 교육의 분야들로 물론, 새로운 이민자들을 성원하는 데 옮겨졌다.
라빈과 외무 장관을 지낸 시몬 페레스는 평화 진행을 이행하는 데 함께 가입하였다. 평화를 위한 파트너로서 팔레스타인 해방 기구를 받아들이는 데 라빈의 마음 내키지 않는 여행은 늘여지고 고통을 주는 진행이었다. 그는 결국 그것이 평화를 협상하는 원수와 함께 한 것을 알아차리고, 이스라엘은 협정을 위하여 팔레스타인 해방 기구를 제외하고 다른 파트너가 없었다.
라빈이 생각하던 팔레스타인 해방 기구에서 팔레스타인의 과격론자와 근본주의자와 온건파들 사이의 우수성으로 평화의 성공적인 속행이 요구되었다. 자신이 야세르 아라파트와 팔레스타인 해방 기구의 의지들의 신용 상태에 관한 보류들을 가졌어도 라빈은 팔레스타인 해방 기구의 대표들과 비밀적인 협상들에 동의하였다.
1993년 봄과 여름 노르웨이 오슬로에서 열린 이 담화들은 오슬로 협정으로 알려진 것의 원인이 되었다. 협정들은 8월 20일에 완성되었고, 그 후에 9월 13일 워싱턴 D. C.에서 열린 조인식에서 아라파트가 팔레스타인 해방 기구를 위하여, 그리고 페레스가 이스라엘 국가를 위하여 서명하면서 공식적으로 맺어졌다. 그 일은 빌 클린턴 미국 대통령의 출석에 워런 크리스토퍼 국무 장관과 러시아의 안드레이 코지레프 외무장관에 의하여 목격되었다.
5년 동안 영토들에서 팔레스타인의 자율 통치를 보증한 협정들은 라빈의 공공적 경력의 주요 성취들 중의 하나로 숙고된다. 하지만 가자 지구, 여리고와 요르단강 서안 지구를 차차 손떼는 데 특히 이스라엘 정부의 협정의 이유로 평화 진행을 반대한 과격론자들이 있었다. 이 과격론자들은 테러리스트 공격들의 캠페인을 시작하였다. 라빈은 만약 테러리스트의 침입들이 없었으면서 평화 진행을 수행하는 데 맹세하였다. 다른 손에 그는 지속적으로 테러리즘의 완전 무력을 싸워 테러리즘에 굴복하는 데 자신의 장기적 거부를 반영하였다.
가자 지구와 여리고에서 협정 - 팔레스타인의 자치권의 첫 단계에 이행을 위임한 가자 - 여리고 협정이 1994년 5월 4일에 조인되었다. 이스라엘 방위군은 가자 지구의 대부분으로부터 철수하였으나 지방에 남아있는 유대인 정착지들을 지속적으로 방어하였다. 1995년 9월 28일 이스라엘과 팔레스타인 해방 기구는 새로운 팔레스타인의 통치 아래의 요르단강 서안 지구의 지역들을 확장시킨 오슬로 B 협정에 조인하였다.
유대인 당파들에 의하여 반대되었을 때마저 라빈의 결심한 팔레스타인과 평화의 속행은 요르단과 평화 회담들의 착수로 기끈 외교적 돌파를 위하여 문을 열었다. 라빈과 후세인 1세 사이의 협상들이 있던 몇달 후에 1994년 10월 26일 이스라엘과 요르단 사이의 완전한 평화 조역이 맺어졌다. 2달 후에 노벨 평화상이 라빈, 페레스와 아라파트에게 공동으로 수여되었다.
그 동안 라빈은 시리아와 평화에 철저한 노력들을 지속하였다. 그는 그 국가와 평화 동의서를 위하여 영토를 교환하는 데 준비되어 이스라엘에 의하여 수납에 의지하였다. 그는 골란고원으로부터 아무 철수가 있기 전에 국민 투표를 승인하였다.
그의 평화 정책이 이스라엘 국민들의 대다수로부터 넓은 성원을 받았어도 그 일은 팔레스타인 해방 기구와 영토적 양보들과 타협을 반대한 당파들의 다수를 성나게 하였다. 이들은 라빈이 옮기는 데 약속한 지역들 - 요르단강 서안 지구, 가자 지구와 골란고원에 잇는 정착지들에 살던 많은 종교적으로 과격한 우파들을 포함하였다. 거기에는 또한 주로 하마스와 이슬람 지하드에서 온 팔레스타인 국민들 사이에서 온 반대가 있었다. 그들의 폭탄 투하 일련들은 평화 진행을 실패로 숙고한 이스라엘 국민들의 조절과 노여움을 늘이는 데에만 이바지 하였다.
1995년 11월 4일 토요일의 밤 라빈 총리는 평화 후원자들의 수만명과 함께 대집회에 참석하는 데 킹스오브 이스라엘 광장에 있었다. 집회의 종결에 라빈이 자신의 자동차로 내려가면서 그는 평화 진행에 반대한 과격론자 이갈 아미르에 의하여 총을 맞았다.

## 암살 사건과 유산

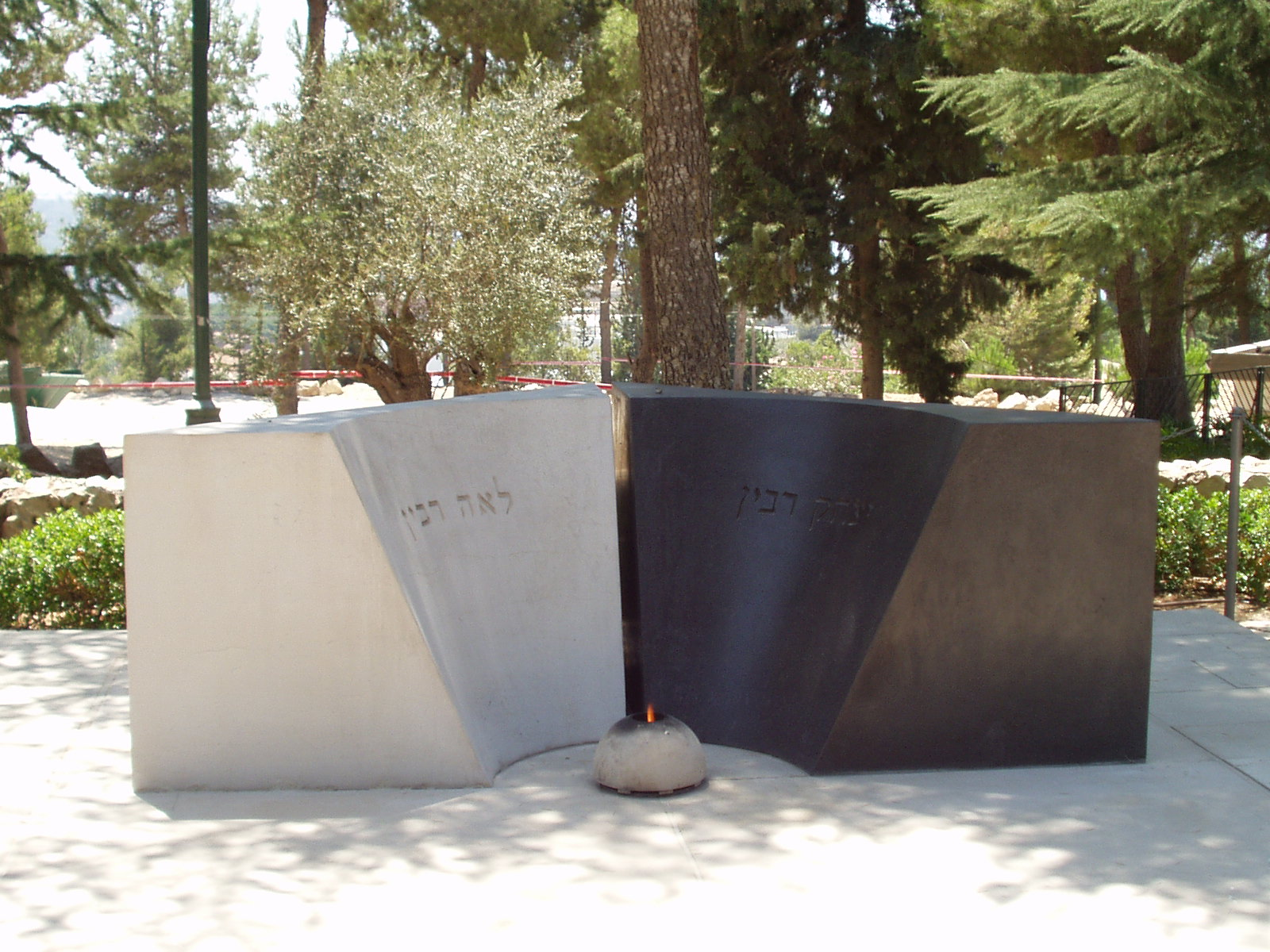
헤르츨 언덕에 있는 라빈 부부의 묘비

라빈의 암살범 이갈 아미르는 텔아비브의 킹스 오브 이스라엘 광장(라빈의 사망 후, 이츠하크 라빈 광장으로 개명됨)에서 흥행된 집회에 참석하여 오슬로 협정의 라빈의 서명을 분투적으로 반대한 극우파 유대인 과격론자였다. 라빈은 텔아비브에 있는 이칠로브 병원 근처에서 수술대에서 대량의 피 감소와 구멍이 난 폐와 사망하였다.
이 암살 사건은 암살 현장, 그의 고향, 크네세트와 암살범의 고향 근처에 집회와 기념식에 참가한 대부분의 이스라엘 대중에게 큰 충격을 주었다. 라빈의 장례식은 많은 세계의 지도자들이 참석했으며, 대표적으로 미국 대통령 빌 클린턴 부부, 요르단 국왕 후세인 1세, 이집트 대통령 호스니 무바라크, 프랑스 대통령 자크 시라크, 영국 총리 존 메이저, 독일 총리 헬무트 콜, 유엔 사무총장 부트로스 부트로스 갈리 등이 참석했다.
라빈의 장례식에서 후세인 1세는 이렇게 말했다. -
```
"그는 용기의 남자이자, 전망의 남자였고 그는 아무 남자가 가질 수 있는 거대한 미덕들 중의 하나와 부여되었다.  그는 겸손과 부여되었다.  그는 자신 주위에 그것들과 느꼈고, 책임의 직위에서 그는 자신이 하면서, 그리고 해내면서 가끔 가치있는 목적을 이루는 데 다른 상대자들의 자리에서 자신을 놓았다.  그리고 우리는 평화, 즉 명예로운 평화와 오래 가는 평화를 이루었다.  그는 용기를 가졌고, 전망을 가졌으며 평화에 위임을 가졌고, 여기에 서있는 나는 당신들 앞에, 요르단에서 나의 국민들 앞에, 세계의 앞에 위탁하며, 우리의 최대한도와 함께 지속하는 데, 우리가 비슷한 유산을 떠나는 데 내 자신을 확실히 한다.  나의 때가 올 때 난 그것이 나의 조부처럼, 그리고 이츠하크 라빈처럼 되기를 희망한다."          
```

라빈을 위한 국립 기념일은 그의 사망 날짜에 세워졌고, 그가 암살된 광장 뿐만 아니라 많은 거리들과 공공 시설들에도 물론 그의 이름을 딴 것이 있다.
라빈은 자신의 군사 경력에 불구하고, 이스라엘의 평화의 위대한 남자로서 가장 기억되고 있다. 자신의 비극적 사망 후, 라빈은 특히 이스라엘의 좌파를 위하여 국내적 상징이 되었다. 그의 최후적인 사망 후, 그가 운동으로 들어가 세운 평화 진행이 서서히 정지되어 2005년 후순에 베냐민 네타냐후 총리가 권력에 오면서 이스라엘의 우파에게 상승을 주었다. 클린턴의 대통령직에 후순에 그와 네타냐후의 후임자 온건적인 에후드 바라크는 캠프데이비드 평화 회담들의 소생에서 아라파트에 가입하였으나 말기에 회담들은 결정적이 아니었다. 팔레스타인과 논쟁들의 최종적 해결에 도달에서 2001년부터 2008년 중순에 진행의 부족은 이츠하크 라빈의 유산이 아직도 이행을 기다리고 있다는 의미이다.